# Finally Enough Love: 50 Number Ones
Finally Enough Love: 50 Number Ones es un álbum recopilatorio de remezclas de la cantante estadounidense Madonna. Fue publicado por primera vez el 24 de junio de 2022 a través de la compañía Warner Records como descarga digital y streaming. Marcó el primer lanzamiento de una campaña de reedición de varios años con Warner. La versión completa con las 50 canciones fue publicada en formatos físicos el 19 de agosto del mismo año. Cada remezcla ha sido remasterizada por el productor Mike Dean, con quien trabajó con Madonna en sus álbumes Rebel Heart (2015) y Madame X (2019).

## Antecedentes
El lanzamiento de Finally Enough Love está inspirado por el logro de haber ingresado 50 sencillos números uno en la lista de Billboard Dance Club Songs, cifra alcanzada en 2020 con «I Don't Search I Find», perteneciente al álbum de 2019 Madame X. Al hacerlo, Madonna se convirtió tanto en el primer artista en obtener al menos un número uno en la lista Dance Club Songs en cinco décadas separadas (desde los años 1980 hasta la década de 2020), así como en el primer acto en obtener la cantidad de 50 números uno para cualquier lista de Billboard.

## Lista de canciones
Fuente: Rolling Stone

| Finally Enough Love: 50 Number Ones - Disco 1 |                                                  |          |  |
| N.º                                           | Título                                           | Duración |  |
| 1.                                            | «Holiday» (7" version)                           | 4:18     |  |
| 2.                                            | «Like a Virgin» (7" version)                     | 3:36     |  |
| 3.                                            | «Material Girl» (7" version)                     | 3:58     |  |
| 4.                                            | «Into the Groove» (You Can Dance remix edit)     | 4:44     |  |
| 5.                                            | «Open Your Heart» (video version)                | 4:26     |  |
| 6.                                            | «Physical Attraction» (You Can Dance remix edit) | 3:52     |  |
| 7.                                            | «Everybody» (You Can Dance remix edit)           | 4:34     |  |
| 8.                                            | «Like a Prayer» (7" remix edit)                  | 5:42     |  |
| 9.                                            | «Express Yourself» (remix edit)                  | 4:59     |  |
| 10.                                           | «Keep It Together» (alternate single remix)      | 4:51     |  |
| 11.                                           | «Vogue» (single version)                         | 4:20     |  |
| 12.                                           | «Justify My Love» (Orbit edit)                   | 4:31     |  |
| 13.                                           | «Erotica» (Underground club mix)                 | 4:52     |  |
| 14.                                           | «Deeper and Deeper» (David's radio edit)         | 4:02     |  |
| 15.                                           | «Fever» (radio edit)                             | 5:07     |  |
| 16.                                           | «Secret» (Junior's Luscious single mix)          | 4:15     |  |

| Finally Enough Love: 50 Number Ones - Disco 2 |                                                                               |          |  |
| N.º                                           | Título                                                                        | Duración |  |
| 1.                                            | «Bedtime Story» (Junior's single mix)                                         | 4:52     |  |
| 2.                                            | «Don't Cry for Me Argentina» (Miami mix edit)                                 | 4:29     |  |
| 3.                                            | «Frozen» (extended club mix edit)                                             | 4:36     |  |
| 4.                                            | «Ray of Light» (Sasha Ultra Violet mix edit)                                  | 5:06     |  |
| 5.                                            | «Nothing Really Matters» (Club 69 radio mix)                                  | 3:43     |  |
| 6.                                            | «Beautiful Stranger» (Calderone radio mix)                                    | 4:02     |  |
| 7.                                            | «American Pie» (Richard "Humpty" Vission radio mix)                           | 4:25     |  |
| 8.                                            | «Music» (Deep Dish Dot Com radio edit)                                        | 4:11     |  |
| 9.                                            | «Don't Tell Me» (Thunderpuss video remix)                                     | 4:08     |  |
| 10.                                           | «What It Feels Like for a Girl» (Above and Beyond radio edit)                 | 3:43     |  |
| 11.                                           | «Impressive Instant» (Peter Rauhofer's Universal Radio Mixshow mix)           | 5:30     |  |
| 12.                                           | «Die Another Day» (Deepsky radio edit)                                        | 4:06     |  |
| 13.                                           | «American Life» (Felix da Housecat's Devin Dazzle edit)                       | 3:21     |  |
| 14.                                           | «Hollywood» (Calderone & Quayle edit)                                         | 3:59     |  |
| 15.                                           | «Me Against the Music» (Peter Rauhofer radio mix; Britney Spears con Madonna) | 3:42     |  |
| 16.                                           | «Nothing Fails» (Tracy Young's Underground radio edit)                        | 4:30     |  |
| 17.                                           | «Love Profusion» (Ralphi Rosario house vocal edit)                            | 3:55     |  |

| Finally Enough Love: 50 Number Ones - Disco 3 |                                                                              |          |  |
| N.º                                           | Título                                                                       | Duración |  |
| 1.                                            | «Hung Up» (SDP extended vocal edit)                                          | 4:56     |  |
| 2.                                            | «Sorry» (PSB maxi mix edit)                                                  | 4:31     |  |
| 3.                                            | «Get Together» (Jacques Lu Cont vocal edit)                                  | 4:22     |  |
| 4.                                            | «Jump» (Axwell remix edit)                                                   | 4:44     |  |
| 5.                                            | «4 Minutes» (Bob Sinclar Space Funk edit; con Justin Timberlake y Timbaland) | 3:22     |  |
| 6.                                            | «Give It 2 Me» (Eddie Amador Club 5 edit)                                    | 4:55     |  |
| 7.                                            | «Celebration» (Benny Benassi remix edit)                                     | 3:58     |  |
| 8.                                            | «Give Me All Your Luvin'» (Party Rock remix; con LMFAO y Nicki Minaj)        | 3:59     |  |
| 9.                                            | «Girl Gone Wild» (Avicii's UMF mix)                                          | 5:14     |  |
| 10.                                           | «Turn Up the Radio» (Offer Nissim remix edit)                                | 4:54     |  |
| 11.                                           | «Living for Love» (Offer Nissim promo mix)                                   | 5:52     |  |
| 12.                                           | «Ghosttown» (Dirty Pop intro mix)                                            | 5:20     |  |
| 13.                                           | «Bitch I'm Madonna» (Sander Kleinberg video edit; con Nicki Minaj)           | 3:21     |  |
| 14.                                           | «Medellín» (Offer Nissim Madame X in the Sphinx mix; con Maluma)             | 5:28     |  |
| 15.                                           | «I Rise» (Tracy Young's Pride Intro radio remix)                             | 3:50     |  |
| 16.                                           | «Crave» (Tracy Young Dangerous Remix; con Swae Lee)                          | 4:46     |  |
| 17.                                           | «I Don't Search I Find» (Honey Dijon radio mix)                              | 5:23     |  |

| Finally Enough Love — edición estándar |                                                                  |          |  |
| N.º                                    | Título                                                           | Duración |  |
| 1.                                     | «Everybody» (You Can Dance remix edit)                           | 4:34     |  |
| 2.                                     | «Into the Groove» (You Can Dance remix edit)                     | 4:44     |  |
| 3.                                     | «Like a Prayer» (7" remix edit)                                  | 5:42     |  |
| 4.                                     | «Express Yourself» (remix edit)                                  | 4:59     |  |
| 5.                                     | «Vogue» (single version)                                         | 4:20     |  |
| 6.                                     | «Deeper and Deeper» (David's radio edit)                         | 4:02     |  |
| 7.                                     | «Secret» (Junior's Luscious single mix)                          | 4:15     |  |
| 8.                                     | «Frozen» (extended club mix edit)                                | 4:36     |  |
| 9.                                     | «Music» (Deep Dish Dot Com radio edit)                           | 4:11     |  |
| 10.                                    | «Hollywood» (Calderone & Quayle edit)                            | 3:59     |  |
| 11.                                    | «Hung Up» (SDP extended vocal edit)                              | 4:56     |  |
| 12.                                    | «Give It 2 Me» (Eddie Amador Club 5 edit)                        | 4:55     |  |
| 13.                                    | «Girl Gone Wild» (Avicii's UMF mix)                              | 5:14     |  |
| 14.                                    | «Living for Love» (Offer Nissim promo mix)                       | 5:52     |  |
| 15.                                    | «Medellín» (Offer Nissim Madame X in the Sphinx mix; con Maluma) | 5:28     |  |
| 16.                                    | «I Don't Search I Find» (Honey Dijon radio mix)                  | 5:22     |  |

## Certificaciones y ventas
| País (organismo certificador) | Certificación | Unidades certificadas / Ventas estimadas |
| ----------------------------- | ------------- | ---------------------------------------- |
| Reino Unido (BPI)             | Oro           | 100 000                                  |